# Hancock (Maine)
Hancock ist eine Town im Hancock County des Bundesstaates Maine in den Vereinigten Staaten. Im Jahr 2020 lebten dort 2466 Einwohner in 1476 Haushalten auf einer Fläche von 100,1 km².

## Geografie
Nach dem United States Census Bureau hat Hancock eine Gesamtfläche von 100,1 km², von denen 77,2 km² Land sind und 22,9 km² aus Gewässern bestehen.

### Geografische Lage
Hancock liegt im Süden des Hancock Countys an der Frenchman Bay am Atlantischen Ozean. Einige kleinere Seen liegen verteilt über das Gebiet der Town. Die Oberfläche ist eben, ohne nennenswerte Erhebungen.

### Nachbargemeinden
Alle Entfernungen sind als Luftlinien zwischen den offiziellen Koordinaten der Orte aus der Volkszählung 2010 angegeben.
- Norden: Central Hancock, Unorganized Territory, 12,4 km
- Nordosten: Franklin, 5,6 km
- Osten: Sullivan, 14,7 km
- Südosten: Sorrento, 11,9 km
- Süden: Bar Harbor, 5,8 km
- Südwesten: Lamoine, 4,0 km
- Nordwesten: Ellsworth, 21,7 km

### Stadtgliederung
In Hancock gibt es mehrere Siedlungsgebiete: Back Meadow, Crabtree Neck, Crabtree's Point (ehemaliger Standort eines Postamtes), Franklin Road, Hancock, Hancock Corner, Hancock Point, Mount Desert Ferry, North Hancock, South Hancock, Washington Junction, Waukeag und West Hancock (ehemaliger Standort eines Postamtes).

### Klima
Die mittlere Durchschnittstemperatur in Hancock liegt zwischen −6,1 °C (21° Fahrenheit) im Januar und 20,6 °C (69° Fahrenheit) im Juli. Damit ist der Ort gegenüber dem langjährigen Mittel der USA um etwa 6 Grad kühler. Die Schneefälle zwischen Oktober und Mai liegen mit bis zu zweieinhalb Metern mehr als doppelt so hoch wie die mittlere Schneehöhe in den USA; die tägliche Sonnenscheindauer liegt am unteren Rand des Wertespektrums der USA.

## Geschichte
Die Besiedlung des Gebietes von Hancock startete 1764. Erste Siedler waren Oliver Wooster, Agreen Crabtree, Thomas McFarland, Thomas Roger und Joseph Googins. Als Town wurde Hancock am 21. Februar 1828 organisiert. Hancock gründete sich aus Ländereien, die zuvor zu Sullivan, Trenton und der Plantation Number 8 gehörten. Benannt wurde die Town nach John Hancock, dem dritten Präsidenten des Kontinentalkongresses und Mitunterzeichner der Unabhängigkeitserklärung.

### Einwohnerentwicklung
| Volkszählungsergebnisse – Town of Hancock, Maine | Volkszählungsergebnisse – Town of Hancock, Maine | Volkszählungsergebnisse – Town of Hancock, Maine | Volkszählungsergebnisse – Town of Hancock, Maine | Volkszählungsergebnisse – Town of Hancock, Maine | Volkszählungsergebnisse – Town of Hancock, Maine | Volkszählungsergebnisse – Town of Hancock, Maine | Volkszählungsergebnisse – Town of Hancock, Maine | Volkszählungsergebnisse – Town of Hancock, Maine | Volkszählungsergebnisse – Town of Hancock, Maine | Volkszählungsergebnisse – Town of Hancock, Maine |
| Jahr                                             | 1700                                             | 1710                                             | 1720                                             | 1730                                             | 1740                                             | 1750                                             | 1760                                             | 1770                                             | 1780                                             | 1790                                             |
| ------------------------------------------------ | ------------------------------------------------ | ------------------------------------------------ | ------------------------------------------------ | ------------------------------------------------ | ------------------------------------------------ | ------------------------------------------------ | ------------------------------------------------ | ------------------------------------------------ | ------------------------------------------------ | ------------------------------------------------ |
| Einwohner                                        |                                                  |                                                  |                                                  |                                                  |                                                  |                                                  |                                                  |                                                  |                                                  | 278                                              |
| Jahr                                             | 1800                                             | 1810                                             | 1820                                             | 1830                                             | 1840                                             | 1850                                             | 1860                                             | 1870                                             | 1880                                             | 1890                                             |
| Einwohner                                        |                                                  |                                                  |                                                  | 653                                              | 760                                              | 960                                              | 923                                              | 974                                              | 1093                                             | 1190                                             |
| Jahr                                             | 1900                                             | 1910                                             | 1920                                             | 1930                                             | 1940                                             | 1950                                             | 1960                                             | 1970                                             | 1980                                             | 1990                                             |
| Einwohner                                        | 900                                              | 843                                              | 760                                              | 761                                              | 755                                              | 806                                              | 1070                                             | 1080                                             | 1409                                             | 1757                                             |
| Jahr                                             | 2000                                             | 2010                                             | 2020                                             | 2030                                             | 2040                                             | 2050                                             | 2060                                             | 2070                                             | 2080                                             | 2090                                             |
| Einwohner                                        | 2147                                             | 2394                                             | 2466                                             |                                                  |                                                  |                                                  |                                                  |                                                  |                                                  |                                                  |

## Kultur und Sehenswürdigkeiten

### Bauwerke
In Hancock wurden ein Gebäude sowie ein Landpunkt in die National Register of Historic Places aufgenommen:
- Hancock Point School, aufgenommen 2013, Register-Nr. 13000187
- Nazi Spy Landing Site, aufgenommen 2003, Register-Nr. 03000015. Hier gingen im Rahmen des Unternehmen Elsters zwei deutsche Spione im Zweiten Weltkrieg an Land.

## Wirtschaft und Infrastruktur

### Verkehr
Der U.S. Highway 1 führt in westöstlicher Richtung durch Hancock. Von ihm zweigt in nördliche Richtung die Maine Staate Route 182 ab.

### Öffentliche Einrichtungen
Es gibt keine Medizinische Einrichtungen und Krankenhäuser in Hancock. Die nächstgelegenen befinden sich in Ellsworth und Bar Harbor.
Die Hancock Point  Library befindet sich in einem 1887 errichtetem Gebäude, welches 1914 der Town als Gebäude für die Bücherei gespendet wurde.

### Bildung
In Hancock ist für die Schulbildung das Hancock School Department zuständig.
- Die Hancock Grammar School befindet sich in Hancock. Sie bietet Schulklassen vom Kindergarten bis zum 8. Schuljahr.

- Die private Pierre Monteux School ist eine Schule für Dirigenten und Orchestermusiker. Sie wurde vom Dirigenten Pierre Monteux gegründet und bietet ein 6-wöchiges Sommerorchesterprogramm.

## Persönlichkeiten

### Persönlichkeiten, die vor Ort gewirkt haben
- Pierre Monteux (1875–1964), Dirigent, Gründer der Pierre Monteux School in Hancock
- Eva Reich (1924–2008), Ärztin, Tochter des Psychoanalytikers und Körpertherapeuten Wilhelm Reich